# Rio Bananal
Rio Bananal é um município brasileiro no estado do Espírito Santo, Região Sudeste do país. Localiza-se na região norte capixaba e ocupa uma área de 641,929 km², sendo que 3 km² estão em perímetro urbano. Sua população foi estimada em 19 398 habitantes em 2021.

## História
Rio Bananal foi descoberta em 1929, quando o senhor Pedro Ceolin, Pedro Rizzo, Abramo Caliman, Alcides Siqueira Campos e Rogério do queró foram abrindo picadas na mata para ligar Linhares e Colatina, descobriram um rio de águas limpas e cristalinas, esse rio tinha às suas margens muitos pés de banana, o que deu nome ao rio, rio Bananal.
Mais tarde o município de Rio Bananal, ganhou esse nome devido ao rio. Em 1948 o município foi oficialmente incorporado a Linhares, passando a ser distrito da então cidade. Em 14 de setembro de 1979, o município de Rio Bananal se emancipou de Linhares.

## Geografia
O município se limita com os municípios de Linhares, Governador Lindenberg,  Sooretama, Vila Valério e São Domingos do Norte. Neste último a extensão da divisa é de apenas 18 metros, localizada sobre o rio São José. Rio Bananal faz parte da bacia do rio Doce e os principais mananciais que intercedem a área municipal são os rios Bananal e São José e córregos São João, Tiradentes e Capivara.
O habitante natural de Rio Bananal é ribanense. Segundo a última contagem do Instituto Brasileiro de Geografia e Estatística (IBGE), de 2010, o município possui 17.538 habitantes, representando aumento de 7,44% em relação a 2000: sendo 9.076 homens (51,8%) e 8.462 mulheres (48,2). Como foi colonizada por descendentes de italianos a maioria da população é branca (72%), seguida de pardos (23%) e negros (5%). A maioria (69,2%) vive na área rural: são 10.742 hab. Já a zona urbana possui 6.796 hab. (38,8%).
Rio Bananal possui uma área total de 645,4 km², equivalente a 0,98% do território do estado do Espírito Santo. A principal atividade econômica do município é a produção cafeeira, com destaque para o tipo conilon. Outras culturas também se desenvolvem como o coco, maracujá, mamão, pimenta do reino, milho, feijão, mandioca e banana.
A pecuária ganha espaço na região, com produção de gado leiteiro e de corte. Na área industrial o movimento econômico está nas fábricas de cachaça, esquadrias de madeiras, produção de farinha de mandioca, móveis e sorvetes.

## Subdivisões

### Distritos
O município é composto pelos distritos de São Francisco e São Jorge de Tiradentes, além da sede municipal.

## Política

### Prefeitos
Esta é uma lista de Prefeitos de Rio Bananal:
- Jacinto Casagrande (1981-1984)
- Jacinto Casagrande (1985-1988)
- José Cloves Capeline (1989-1992)
- Jacinto Casagrande (1993-1996)
- João Carlos Casagrande (1997-2000)
- Jacinto Casagrande (2001-2004)
- Felismino Ardizzon (2005-2008)
- Felismino Ardizzon (2009-2012)
- Edmilson Santo Eliziário (2013-2016)
- Felismino Ardizzon (2017-2020)
- Edmilson Santo Eliziário (2021-2024)

## Turismo
O turismo de Rio Bananal é voltado para as belezas naturais. São dezenas de cachoeiras e represas próprias para banho, ambientes indicados para divertimento familiar. A lagoa Jesuína é parte ribanense da lagoa Juparanã, que pertence a Linhares em sua maioria, o município possui também outras lagoas.
Além disso, festas tradicionais, incrementam o movimento turístico de Rio Bananal.
Outro ponto turístico de Rio Bananal é a Igreja Católica de Santo Antônio, na comunidade de Santo Antônio, com uma arquitetura exterior simples, guarda em seu interior um verdadeiro acervo de obras de arte do Pintor italiano Alberto Bogani. São representações de passagens bíblicas pintadas de uma forma muito fiel e rica em detalhes.
Construído em meio às duas maiores comunidades do Município o Seminário Católico - Paróquia Nossa Senhora do Rosário de Fátima - destacando-se como ponto histórico e turístico, é administrado sob a atual Congregação Orionita,  que trabalha na formação de jovens que buscam como opção, a vida religiosa.

## Cultura
A cultura de Rio Bananal é muito rica, existindo muitas bandas e artistas locais, folia de reis, tradição religiosa, festas e bailes.
Um dos grandes pontos da cultura ribanense, é a famosa Banda Marcial Municipal "Edgar Ronchette Maurício" Rio Bananal, a banda foi fundada em 1984, com o intuito de realizar o desfile na novo município de Rio Bananal, depois de muito tempo, muitas pessoas do município já participaram da banda.
O município conta com uma ampla crença religiosa, sendo grande parte da população com a crença do catolicismo. No município existe várias Igrejas Católicas, tanto as da zona rural que são diversas, quanto as do município da zona urbana, sendo as principais a Igreja Matriz de Santo Antônio e a Igreja Matriz de São Sebastião.
Há também muitas manifestações culturais, como a famosa encenação da  Nascimento, Vida Pública, Paixão, Morte e Ressurreição de Cristo", manifestação que cerca de 450 pessoas participam, e que reúne cerca 13 mil pessoas para assistir.
Outras manifestações acontecem no município como as Cavalgadas, Folia de Reis, Motocross, e etc.

## Esporte
No futebol profissional, a cidade contou com o Rio Bananal Futebol Clube, atualmente licenciado. Em 2007, em seu primeiro ano de fundação, o clube foi vice-campeão capixaba da Segunda Divisão, garantindo acesso à elite estadual. Em 2008, foi novamente vice-campeão, agora da Primeira Divisão.
No futebol amador há a disputa do Campeonato Ribanense de Futebol Amador, com destaque para os times do Esporte Clube Santo Antônio e Grêmio Esporte Clube, times que deram origem ao Rio Bananal Futebol Clube. O Esporte Clube Santo Antônio disputou a Copa Norte de Futebol Amador e foi campeão invicto em 2009.

### Estádio Virgílio Grassi
O Estádio Municipal Virgílio Grassi com capacidade para 2.200 pessoas é a principal praça esportiva da cidade. O nome do estádio é em homenagem ao doador do terreno e fundador do time amador Grêmio Esporte Clube. O estádio foi utilizado em competições estaduais do futebol profissional.